# Senat von Beust III
Der Senat von Beust III war vom 7. Mai 2008 bis zum 25. August 2010 der Senat der Freien und Hansestadt Hamburg. Infolge der 19. Wahl zur Hamburgischen Bürgerschaft, bildete er die Landesregierung in Hamburg mit einer Koalition aus CDU und GAL. Zum dritten Mal in Folge amtierte Ole von Beust als Erster Bürgermeister.

## Senat
| Amt                                                             | Name                                | Partei | Partei    |
| --------------------------------------------------------------- | ----------------------------------- | ------ | --------- |
| Erster Bürgermeister                                            | Ole von Beust                       |        | CDU       |
| Zweite Bürgermeisterin                                          | Christa Goetsch                     |        | GAL       |
| Behörde für Schule und Berufsbildung                            | Christa Goetsch                     |        | GAL       |
| Behörde für Soziales, Familie, Gesundheit und Verbraucherschutz | Dietrich Wersich                    |        | CDU       |
| Behörde für Inneres                                             | Christoph Ahlhaus                   |        | CDU       |
| Behörde für Stadtentwicklung und Umwelt                         | Anja Hajduk                         |        | GAL       |
| Behörde für Wirtschaft und Arbeit                               | Axel Gedaschko                      |        | CDU       |
| Behörde für Wissenschaft und Forschung                          | Herlind Gundelach                   |        | CDU       |
| Finanzbehörde                                                   | Michael Freytag (bis 17. März 2010) |        | CDU       |
| Finanzbehörde                                                   | Carsten Frigge (ab 31. März 2010)   |        | CDU       |
| Justizbehörde                                                   | Till Steffen                        |        | GAL       |
| Behörde für Kultur, Sport und Medien                            | Karin von Welck                     |        | parteilos |